# Michel Haguenauer
Michel Haguenauer (* 22. Januar 1916 in Paris; † 25. August 2000) war ein französischer Tischtennisspieler. Er wurde 1948 Vizeweltmeister mit der Mannschaft und 1954 im Doppel.
Haguenauer gewann bei den nationalen französischen Meisterschaften insgesamt 22 Titel, achtmal im Einzel (1933–1938, 1949, 1950), neunmal im Doppel und fünfmal im Mixed. 1960 wurde er mit RC France französischer Mannschaftsmeister. Zwischen 1933 und 1959 nahm er 17 mal an Weltmeisterschaften teil. Am erfolgreichsten waren der Silbermedaillengewinn 1948 mit der französischen Mannschaft sowie 1954 im Doppel mit Victor Barna. Bereits 1939 hatte er zusammen mit Raoul Bedoc das Doppelhalbfinale erreicht. Insgesamt wurde Haguenauer etwa 200 mal für die Nationalmannschaft nominiert.
Aufsehen erregte Haguenauer bei der WM 1936, als er im Mannschaftskampf gegen den Rumänen Vasile Goldberger-Marin im fünften Satz siebeneinhalb Stunden lang spielte. Schließlich wurde das Spiel beim Stand von 5:3 für Goldberger abgebrochen und durch Münzwurf zugunsten des Rumänen entschieden. Wegen dieses Mammutmatches sowie der Begegnung Aloizy Ehrlich gegen Farkas Paneth (siehe Aloizy Ehrlich#Legendärer Ballwechsel) wurde 1937 das Zeitspiel eingeführt.
Während des Zweiten Weltkrieges wurde Haguenauer von der Gestapo festgenommen und im Gefängnis Fort Montluc in Lyon eingesperrt.
1971 wurde ihm das Ritterkreuz zum Nationalen Verdienstorden Frankreichs verliehen.

## Turnierergebnisse
| Verband | Veranstaltung     | Jahr | Ort       | Land | Einzel        | Doppel        | Mixed         | Team |
| ------- | ----------------- | ---- | --------- | ---- | ------------- | ------------- | ------------- | ---- |
| FRA     | Weltmeisterschaft | 1959 | Dortmund  | FRG  | letzte 128    | letzte 128    | keine Teiln.  |      |
| FRA     | Weltmeisterschaft | 1955 | Utrecht   | NED  | letzte 128    | letzte 128    | keine Teiln.  | 5    |
| FRA     | Weltmeisterschaft | 1954 | Wembley   | ENG  | letzte 32     | Silber        | keine Teiln.  | 4    |
| FRA     | Weltmeisterschaft | 1953 | Bukarest  | ROU  | letzte 128    | letzte 64     | keine Teiln.  | 3    |
| FRA     | Weltmeisterschaft | 1952 | Bombay    | IND  | letzte 32     | letzte 16     | Viertelfinale | 5    |
| FRA     | Weltmeisterschaft | 1951 | Wien      | AUT  | Viertelfinale | letzte 64     | letzte 32     | 4    |
| FRA     | Weltmeisterschaft | 1950 | Budapest  | HUN  | Viertelfinale | letzte 16     | keine Teiln.  | 3    |
| FRA     | Weltmeisterschaft | 1949 | Stockholm | SWE  | letzte 64     | Viertelfinale | letzte 32     | 5    |
| FRA     | Weltmeisterschaft | 1948 | Wembley   | ENG  | letzte 64     | letzte 32     | letzte 32     | 2    |
| FRA     | Weltmeisterschaft | 1947 | Paris     | FRA  | Viertelfinale | letzte 64     | letzte 32     | 3    |
| FRA     | Weltmeisterschaft | 1939 | Kairo     | EGY  | Viertelfinale | Halbfinale    | Scratched     | 7    |
| FRA     | Weltmeisterschaft | 1938 | Wembley   | ENG  | letzte 64     | letzte 32     | letzte 32     | 5    |
| FRA     | Weltmeisterschaft | 1937 | Baden     | AUT  | letzte 64     | letzte 16     | letzte 32     | 8    |
| FRA     | Weltmeisterschaft | 1936 | Prag      | TCH  | letzte 32     | Viertelfinale | letzte 64     | 3    |
| FRA     | Weltmeisterschaft | 1935 | Wembley   | ENG  | letzte 32     | letzte 16     | letzte 16     | 5    |
| FRA     | Weltmeisterschaft | 1934 | Paris     | FRA  | letzte 64     | keine Teiln.  | keine Teiln.  | 5    |
| FRA     | Weltmeisterschaft | 1933 | Baden     | AUT  | letzte 64     | Scratched?    | keine Teiln.  | 9    |